# Onze-Lieve-Vrouw-van-Goede-Raadkerk (Mariaheide)

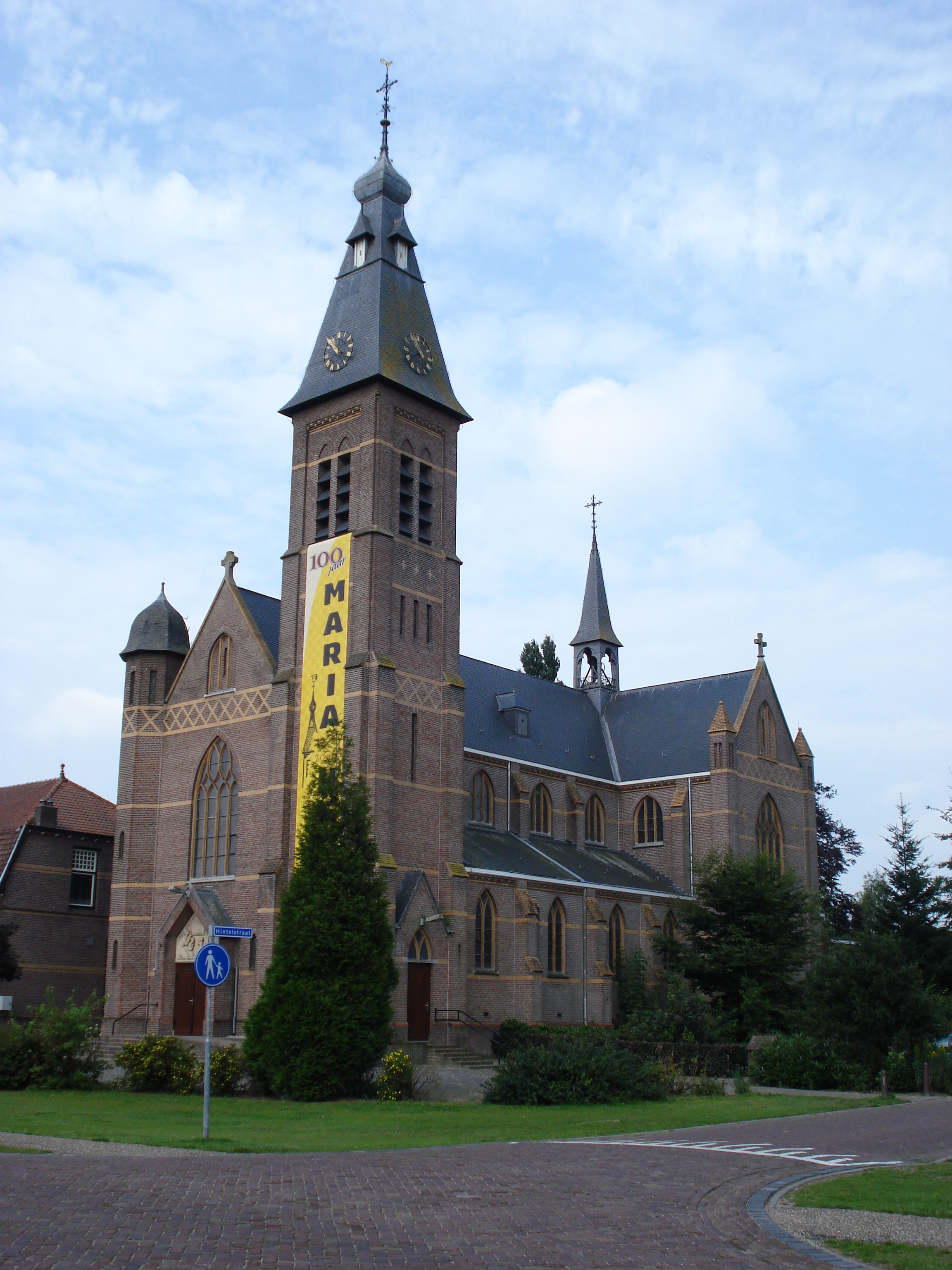
Onze-Lieve-Vrouw-van-Goede-Raadkerk

De Onze-Lieve-Vrouw-van-Goede-Raadkerk is de parochiekerk van de tot de Noord-Brabantse gemeente Meierijstad behorende plaats Mariaheide. De kerk is gelegen aan de Pastoor van Haarenstraat 40.

## Geschiedenis
Mariaheide is een betrekkelijk nieuw dorp dat is gegroeid uit enkele ontginningsnederzettingen en vooral rond de kerk, welke in 1909 gereed kwam. Daarna kwam er ook een school en in 1912 een klooster. 
Het kerkgebouw werd ontworpen door Hubert van Groenendael in late neogotische stijl. De toren werd in 1937 toegevoegd. De kerk is tegenwoordig geklasseerd als Rijksmonument.
De parochie fuseerde in 2013 tot de Franciscusparochie, bestaande uit parochies in Veghel en omgeving. De kerk is vooralsnog in gebruik.

## Gebouw
Het betreft een bakstenen basilicale kruiskerk met naastgebouwde toren en een vieringtorentje. De kerk heeft een rijk neogotisch interieur. 
Achter de kerk bevindt zich een kerkhof.